# ويندي جاكوب
ويندي جاكوب (بالإنجليزية: Wendy Jacob)‏ هي نحّاتة أمريكية، ولدت في 27 مارس 1958.

## وصلات خارجية
- الموقع الرسمي